# Перикардијални излив
Перикардијални излив је повећано накупљање перикардијалне течности у перикардијалној шупљини срца или промена садржаја перикардијалне течности. У физиолошким условима, перикардијум садржи 15-50 мл течности. Повећање количине перикардијалне течности повећава притисак у перикардијалној шупљини, што може изазвати срчане проблеме и друге симптоме.
Лечење зависи од узрока болести која доводи до плеуралног излива. Најчешће се примењује лек, док се код акумулација велике количине излива или брзог накупљање течности која може довести до стања које се назива срчана тампонада, приступа хитном уклањање течности из перикарда, било перикардиоцентезом или хируршким захватом.

## Основне информације
Перикардијална течност, која се формира као ултрафилтрат крвне плазме, смањује трење између перикардијалних листова и помаже срцу да боље функционише. Количина створене течности зависи од односа између формирања и апсорпције. Поремећаји у једном од ових процеса, могу бити узроковани различитим болестима, што доводи до повећане производње течности или промена у садржају течности. Течност може бити: 
- трансудат,
- ексудат,
- пиоперикард (гнојни садржај),
- хематоперикард (крвави садржај),
- хилоперикард.

## Патофизиологија
Количина течности која се складишти у перикардијалној кеси у једном одређеном тренутку заснива се на равнотежи између производње и реапсорпције. Студије су показале да велики део течности која се акумулира у перикардијалној кеси потиче од плазма филтрације епикардијалних капилара, а мала количина од миокарда, док се течност која се дренира углавном одводи путем паријеталних лимфних капилара. Перикардијални излив обично настаје услед поремећене равнотеже између ова два процеса или услед структурне абнормалности која омогућава да вишак течности уђе у перикардијалну шупљину. Због ограничене количине анатомског простора у перикардијалној шупљини и ограничене еластичности перикарда, акумулација течности изнад нормалне количине доводи до повећаног интраперикардијалног притиска који може негативно утицати на функцију срца. 
Перикардијални излив са довољним притиском да негативно утиче на функцију срца назива се срчана тампонада. Перикардијални изливи могу изазвати срчану тампонаду у акутним случајевима са количином течности од само 150 мл. Међутим, у хроничним случајевима, течност се може акумулирати и до 2 литра пре него што излив изазове срчану тампонаду. Разлог за то је еластичност перикарда. Када течност брзо испуни шупљину, перикард се не може брзо растезати, али код хроничних излива, постепено накупљање течности пружа перикарду довољно времена да се прилагоди и растегне са повећањем нивоа течности.

## Клиничка слика
Појава симптома зависи од брзине акумулације излива. Спорије накупљање доводи до перикардијалне дистензије, тако да перикардијална шупљина може да садржи већу количину излива (до 2 литра). Најчешћи симптоми овог стања су: 
- бол у грудима,
- умор,
- отежано дисање ( диспнеја ),
- кашаљ,
- промуклост,
- мучнина.